# Pseudoplatystoma
Pseudoplatystoma ist eine Gattung südamerikanischer Welsarten aus der Familie der Antennenwelse (Pimelodidae). Die drei Hauptarten sind unter einer Reihe von lokalen Bezeichnungen und Namen bekannt. Die Welse bewohnen große Flüsse in Nordost-Argentinien, Paraguay, Bolivien, Uruguay und Brasilien. Sie leben bevorzugt grundnah im Hauptstrom in großen Tiefen. Pseudoplatystoma-Welse besitzen einen robusten Körperbau, haben wohlschmeckendes Fleisch und sind daher in vielen lateinamerikanischen Ländern bedeutende Süßwasser-Speisefische.

## Namen und Bezeichnungen
Die Bezeichnung dieser Welsarten auf Guaraní lautet Surubí, welche auch von den spanischsprachigen Einwanderern übernommen wurde. Pseudoplatystoma corruscans wird auch als Moleque oder Pintado bezeichnet. Umgangssprachlich auch Bagre rayado oder Pintadillo, auf Englisch als Tiger Catfish oder aufgrund seines charakteristischen Mauls als Tiger Shovelnose. Spotted Sorubim, Barred Sorubim und Tiger Sorubim sind englische Namen, die auch auf alle drei Arten P. corruscans, P. fasciatum, and P. tigrinum beziehen und die Farbmusterung der Fische beschreiben. In der Aquaristik ist Tigerspatelwels der gebräuchlichste Handelsname.

## Verbreitung und Lebensraum
Die Verbreitung der Pseudoplatystoma-Welse umfasst die großen südamerikanischen Tieflandflüsse wie Amazonas, Orinoco, Río Paraná, Rio São Francisco, Río Magdalena, Rio Rupununi, Essequibo und Surinam und dessen Nebenflüsse in Guayana, Surinam und Französisch-Guayana.
1. Surubim (Pseudoplatystoma fasciatum) sein Verbreitungsgebiet ist auf den Suriname, den Rupununi und den Essequibo beschränkt.
2. Tiger-Spatelwels (Pseudoplatystoma tigrinum) lebt im Amazonas in Ecuador, Peru und Brasilien und anderen Flüssen in Kolumbien und Venezuela
3. Pintado (Pseudoplatystoma corruscans) stammt aus dem Rio Paraná und Rio São Francisco in Argentinien, Brasilien, Paraguay und Uruguay
4. Pseudoplatystoma orinocoense lebt rein endemisch im Orinoco in Venezuela
5. Pseudoplatystoma punctifer lebt im Amazonas und anderen Flüssen in Bolivien, Brasilien, Kolumbien, Ecuador, Peru und Venezuela
6. Pseudoplatystoma metaense ist im Orinoco River in Kolumbien und Venezuela heimisch, sein Name stammt vom Río Meta, einem Nebenfluss des Orinoco in Kolumbien
7. Pseudoplatystoma magdaleniatum auch P. garciamarquezi ist eine endemische Art, die nur um Río Magdalena und Río Cauca in Kolumbien anzutreffen ist
8. Pseudoplatystoma reticulatum kommt in zentralamazonischen Gewässern Boliviens und Brasiliens vor, darüber hinaus im Rio Paraná in Paraguay, Argentinien und Uruguay

Die Welse leben in einem breiten Spektrum von Habitaten wie z. B. große Flüsse und Ströme, Seen, Kanäle, bis hin zu überschwemmtem Grasland und Wäldern. P. fasciatum sucht bevorzugt Flussbetten und überschwemmte Wälder auf und ähnelt in seiner Biologie stark P. tigrinum, wobei letzterer schattige Gewässerteile präferiert. P. tigrinum ist typisch für Flussmündungen aber auch Oberläufe von Flüssen oberhalb der ersten Stromschnellen bis zum Quellgebiet. Während sich die Jungfische überwiegend in Überschwemmungswäldern aufhalten, leben Adulte bevorzugt im Hauptstrom schnell fließender wie auch stehender Gewässerzonen.

## Beschreibung
Alle Pseudoplatystoma-Arten haben einen großen langgestreckten Körper mit gestreifter bzw. gefleckter Musterung. Das Muster ist artspezifisch. Sie erreichen Längen von 55 Zentimeter bis über 1,60 Meter. Ihr abgeflachter Kopf ist relativ groß und besitzt ein großes entenschnabelähnliches Maul. Augen und Zähne sind klein, die Unterkieferbarteln sehr lang, besonders bei Jungfischen. Nach der Gonadenreife wachsen die Weibchen sehr viel schneller als die kleinwüchsigeren Männchen.
- P. fasciatum besitzt 10–11 vertikale Streifen, die breiter sind als bei anderen im Amazonas lebenden Pseudoplatystoma-Arten, er erreicht eine maximale Länge von 90 Zentimetern.
- P. tigrinum hat eine schleifenförmige Bandzeichnungen, die von der Rückenseite ausgehen und sich auf die Flanken ausdehnen, große Exemplare werden bis 130 Zentimeter lang.
- P. corruscans zeichnet sich durch große Flecken aus, die in sechs bis acht Reihen mit vier bis 13 vertikalen Streifen verläuft. Die größten Fische erreichten eine Länge von 114 Zentimetern
- P. orinocoense besitzt vertikale Streifen, die länger sind als bei P. faciatum und P. punctifer, sie werden nur in etwa 49 Zentimeter lang.
- P. punctifer besitzt gerade dunkle vertikale Streifen und fleckenartige Punkte auf der Lateralseite, sie werden bis 140 Zentimeter lang
- P. metaense hat eine Reihe von Punkten, die sich unregelmäßig über seine dunklere Körperpartie verteilen, Brust- und Beckenflossen besitzen keine Pigmentierung, die Fische werden nur 53 Zentimeter groß.
- P. magdaleniatum hat weite dunkle Streifen auf seinen Flanken, die Tiere erreichen eine Höchstlänge von 100 Zentimetern
- P. reticulatum erhielt seinen Namen durch seine charakteristische Zeichnung, die wesentlich unregelmäßiger als bei P. fasciatum, P. orinocoense, und P. punctifer ausfällt, sie werden bis 60 Zentimeter lang.

Jungfische unterscheiden sich in ihrem Erscheinungsbild sehr stark von adulten Tieren und ihre Zeichnung ändert sich im Laufe der Entwicklung. Erst später bilden die Fische ihre olivbraune Farbe aus.

## Fortpflanzung
Alle Pseudoplatystoma-Welse sind Wanderfische, wobei P. orinocense und P. tigrinum nur kurze Distanzen überwinden. Am Ende der Trockenzeit unternehmen sowohl die Welse als auch ihre Beutefische Wanderungen, die erst gegen Ende der Regenzeit enden. Das energieintensive Migrationsverhalten von P. corruscans ist stark abhängig vom Überschwemmungsgrad der Flüsse. Die höchste Reproduktionsaktivität wird zu Beginn des Regenfalls verzeichnet und damit auch die höchste Entwicklungsphase der Gonaden.

## Ernährung
Pseudoplatystoma-Welse sind nachtaktive Raubfische, die überwiegend kleinere Fische wie zum Beispiel Neuwelt-Messerfische, Clichidae, Loricariidae oder Salmler jagen. Auch gehören Arten wie Prochilodus lineatus und Leporinus obtusidens zu ihrer bevorzugten Beute. Das Fressverhalten der Welse ist opportunistisch, da sie auch Krebse und andere Kleintiere verzehren.

## Äußere Systematik

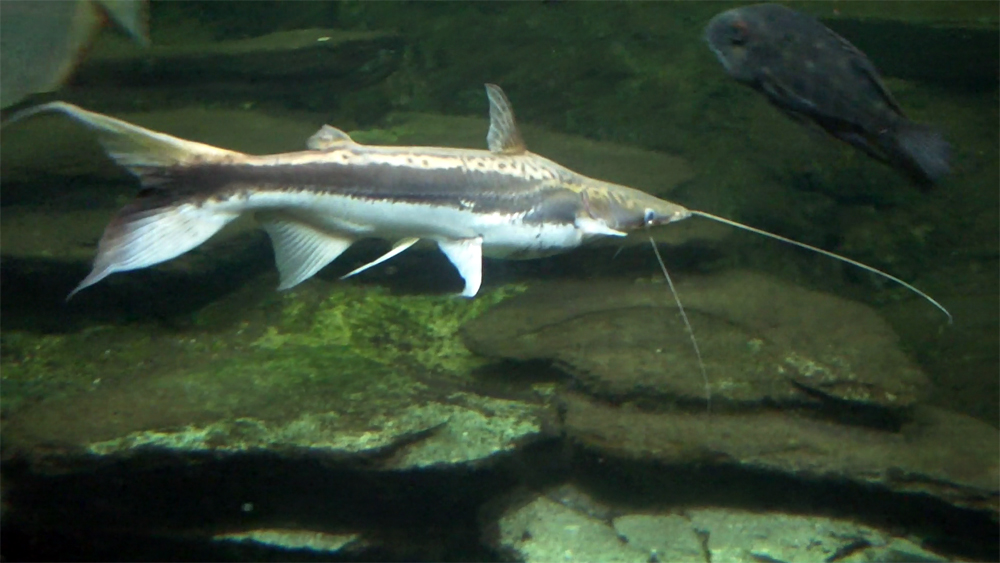
Der aus der Aquaristik bekannte Spatelwels (Silure spatule) ist ein Verwandter von Pseudoplatystoma

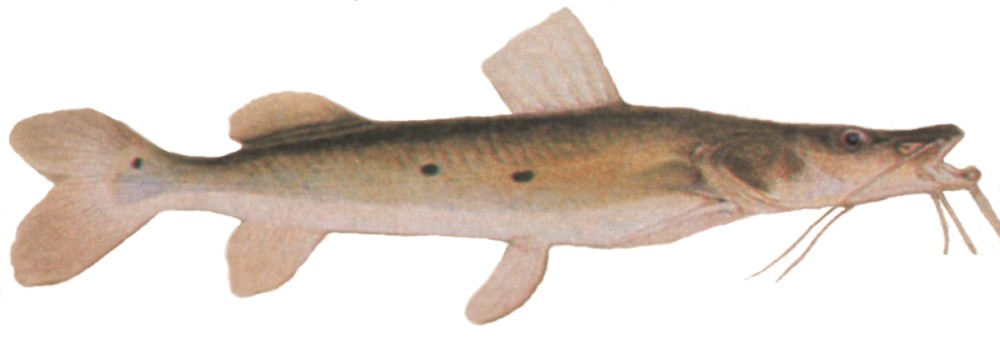
Hemisorubim ist die Schwestergattung von Pseudoplatystoma

Die Verwandtschaftsbeziehungen innerhalb der Familie der Antennenwelse sind gut untersucht. Die Gattung steht innerhalb einer monophyletischen Gruppe aus Sorubim, Sorubimichthys, Hemisorubim und Zungaro, wobei die Gattung Hemisorubim die Schwestergattung von Pseudoplatystoma ist. Das Diagramm zeigt die Verwandtschaftsverhältnisse:
|  | Sorubimichthys                                                   |
|  |                                                                  |
|  | \| \| Hemisorubim \| \| \| \| \| \| Pseudoplatystoma \| \| \| \| |
|  |                                                                  |
|  | Hemisorubim                                                      |
|  |                                                                  |
|  | Pseudoplatystoma                                                 |
|  |                                                                  |

|  | Hemisorubim      |
|  |                  |
|  | Pseudoplatystoma |
|  |                  |

|  | Sorubimichthys                                                   |
|  |                                                                  |
|  | \| \| Hemisorubim \| \| \| \| \| \| Pseudoplatystoma \| \| \| \| |
|  |                                                                  |
|  | Hemisorubim                                                      |
|  |                                                                  |
|  | Pseudoplatystoma                                                 |
|  |                                                                  |

|  | Hemisorubim      |
|  |                  |
|  | Pseudoplatystoma |
|  |                  |

|  | Sorubimichthys                                                   |
|  |                                                                  |
|  | \| \| Hemisorubim \| \| \| \| \| \| Pseudoplatystoma \| \| \| \| |
|  |                                                                  |
|  | Hemisorubim                                                      |
|  |                                                                  |
|  | Pseudoplatystoma                                                 |
|  |                                                                  |

|  | Hemisorubim      |
|  |                  |
|  | Pseudoplatystoma |
|  |                  |

|  | Sorubimichthys                                                   |
|  |                                                                  |
|  | \| \| Hemisorubim \| \| \| \| \| \| Pseudoplatystoma \| \| \| \| |
|  |                                                                  |
|  | Hemisorubim                                                      |
|  |                                                                  |
|  | Pseudoplatystoma                                                 |
|  |                                                                  |

|  | Hemisorubim      |
|  |                  |
|  | Pseudoplatystoma |
|  |                  |

|  | Sorubimichthys                                                   |
|  |                                                                  |
|  | \| \| Hemisorubim \| \| \| \| \| \| Pseudoplatystoma \| \| \| \| |
|  |                                                                  |
|  | Hemisorubim                                                      |
|  |                                                                  |
|  | Pseudoplatystoma                                                 |
|  |                                                                  |

|  | Hemisorubim      |
|  |                  |
|  | Pseudoplatystoma |
|  |                  |

|  | Sorubimichthys                                                   |
|  |                                                                  |
|  | \| \| Hemisorubim \| \| \| \| \| \| Pseudoplatystoma \| \| \| \| |
|  |                                                                  |
|  | Hemisorubim                                                      |
|  |                                                                  |
|  | Pseudoplatystoma                                                 |
|  |                                                                  |

|  | Hemisorubim      |
|  |                  |
|  | Pseudoplatystoma |
|  |                  |

|  | Sorubimichthys                                                   |
|  |                                                                  |
|  | \| \| Hemisorubim \| \| \| \| \| \| Pseudoplatystoma \| \| \| \| |
|  |                                                                  |
|  | Hemisorubim                                                      |
|  |                                                                  |
|  | Pseudoplatystoma                                                 |
|  |                                                                  |

|  | Hemisorubim      |
|  |                  |
|  | Pseudoplatystoma |
|  |                  |

|  | Sorubimichthys                                                   |
|  |                                                                  |
|  | \| \| Hemisorubim \| \| \| \| \| \| Pseudoplatystoma \| \| \| \| |
|  |                                                                  |
|  | Hemisorubim                                                      |
|  |                                                                  |
|  | Pseudoplatystoma                                                 |
|  |                                                                  |

|  | Hemisorubim      |
|  |                  |
|  | Pseudoplatystoma |
|  |                  |

|  | Sorubimichthys                                                   |
|  |                                                                  |
|  | \| \| Hemisorubim \| \| \| \| \| \| Pseudoplatystoma \| \| \| \| |
|  |                                                                  |
|  | Hemisorubim                                                      |
|  |                                                                  |
|  | Pseudoplatystoma                                                 |
|  |                                                                  |

|  | Hemisorubim      |
|  |                  |
|  | Pseudoplatystoma |
|  |                  |

|  | Sorubimichthys                                                   |
|  |                                                                  |
|  | \| \| Hemisorubim \| \| \| \| \| \| Pseudoplatystoma \| \| \| \| |
|  |                                                                  |
|  | Hemisorubim                                                      |
|  |                                                                  |
|  | Pseudoplatystoma                                                 |
|  |                                                                  |

|  | Hemisorubim      |
|  |                  |
|  | Pseudoplatystoma |
|  |                  |

|  | Sorubimichthys                                                   |
|  |                                                                  |
|  | \| \| Hemisorubim \| \| \| \| \| \| Pseudoplatystoma \| \| \| \| |
|  |                                                                  |
|  | Hemisorubim                                                      |
|  |                                                                  |
|  | Pseudoplatystoma                                                 |
|  |                                                                  |

|  | Hemisorubim      |
|  |                  |
|  | Pseudoplatystoma |
|  |                  |

|  | Sorubimichthys                                                   |
|  |                                                                  |
|  | \| \| Hemisorubim \| \| \| \| \| \| Pseudoplatystoma \| \| \| \| |
|  |                                                                  |
|  | Hemisorubim                                                      |
|  |                                                                  |
|  | Pseudoplatystoma                                                 |
|  |                                                                  |

|  | Hemisorubim      |
|  |                  |
|  | Pseudoplatystoma |
|  |                  |

|  | Sorubimichthys                                                   |
|  |                                                                  |
|  | \| \| Hemisorubim \| \| \| \| \| \| Pseudoplatystoma \| \| \| \| |
|  |                                                                  |
|  | Hemisorubim                                                      |
|  |                                                                  |
|  | Pseudoplatystoma                                                 |
|  |                                                                  |

|  | Hemisorubim      |
|  |                  |
|  | Pseudoplatystoma |
|  |                  |

|  | Sorubimichthys                                                   |
|  |                                                                  |
|  | \| \| Hemisorubim \| \| \| \| \| \| Pseudoplatystoma \| \| \| \| |
|  |                                                                  |
|  | Hemisorubim                                                      |
|  |                                                                  |
|  | Pseudoplatystoma                                                 |
|  |                                                                  |

|  | Hemisorubim      |
|  |                  |
|  | Pseudoplatystoma |
|  |                  |

|  | Sorubimichthys                                                   |
|  |                                                                  |
|  | \| \| Hemisorubim \| \| \| \| \| \| Pseudoplatystoma \| \| \| \| |
|  |                                                                  |
|  | Hemisorubim                                                      |
|  |                                                                  |
|  | Pseudoplatystoma                                                 |
|  |                                                                  |

|  | Hemisorubim      |
|  |                  |
|  | Pseudoplatystoma |
|  |                  |

|  | Sorubimichthys                                                   |
|  |                                                                  |
|  | \| \| Hemisorubim \| \| \| \| \| \| Pseudoplatystoma \| \| \| \| |
|  |                                                                  |
|  | Hemisorubim                                                      |
|  |                                                                  |
|  | Pseudoplatystoma                                                 |
|  |                                                                  |

|  | Hemisorubim      |
|  |                  |
|  | Pseudoplatystoma |
|  |                  |

## Innere Systematik
Pseudoplatystoma ist eine monophyletische Welsgattung. P. fasciatum war die erste Art, die von Carl von Linné beschrieben wurde und damit Typusart der Gattung. 1829 folgte Platystoma corruscans, der später in Pseudoplatystoma corruscans umbenannt wurde, etwa zehn Jahre später folgte Platystoma tigrinum, heute Pseudoplatystoma tigrinum. 
Von P. fasciatum wurden 2007 die heutigen eigenständigen Arten P. punctifer, P. orinocoense, P. magdaleniatum und P. reticulatumals abgetrennt. P. tigrinum wurde auf die Population im Amazonasbecken beschränkt, während die Population im Orinoko als Art P. metaense beschrieben wurde.
Die ehemaligen Sammelgattungen bilden weiterhin monophyletische Kladen. P. corruscans ist die Schwesterart der P. fasciatum-Gruppe. Die P. tigrinum-Gruppe ist die Schwestergruppe von P. corruscans und der P. fasciatum-Gruppe.

## Nutzung
Die wirtschaftliche Bedeutung der Pseudoplatystoma-Welse ist sehr groß, daher werden sie auf lokalen Märkten in fast ganz Südamerika angeboten und spielen eine große Rolle in der menschlichen Ernährung. P. fasciatum besitzt saftiges gelbliches Fleisch und ist fast grätenfrei, P. tigrinum ist die wichtigste Welsart für die Kiemennetze am Guaporé und Marmoré in Bolivien. Die große Beliebtheit hat vielerorts zu einer dramatischen Überfischung geführt, so dass einige Pseudoplatystoma-Arten in manchen Nebenflüssen des Amazonas, Orinoco und Magdalena bereits verschwunden sind.
In der argentinischen Provinz Entre Rios bei Rosario werden noch jährlich 27.000 Tonnen Pseudoplatystoma ssp. gefangen, damit 70 bis 80 % des Gesamtfangs. Wildfänge von P. corruscans sind stark zurückgegangen, so dass man versucht die Welse in Teichanlagen und Aquakulturen zu domestizieren. Das Potential der Fische für die Teichhaltung ist noch nicht voll ausgeschöpft. Mit Hormonen wird das Ablaichen der Tiere induziert.
Junge Pseudoplatystoma-Welse sind beliebte Aquarienfische und kommen unter der Bezeichnung Tiger-Spatelwels in den Handel. Die Haltung kleinerer Arten ist relativ unproblematisch, größere Exemplare können durch ihr Jagdverhalten Kleinfische stark dezimieren.